# شاه‌گیش دم‌سفت
شاه‌گیش دم‌سفت (نام علمی: Caranx crysos) نام یک گونه از سرده شاه‌گیش است.